# Golling an der Salzach
Golling an der Salzach – gmina targowa w Austrii, w kraju związkowym Salzburg, w powiecie Hallein. Liczy 4219 mieszkańców (1 stycznia 2015).